# Ipolyszög, Nógrád
Ipolyszög  este un sat în districtul Balassagyarmat, județul Nógrád, Ungaria, având o populație de 694 de locuitori (2011). 

## Demografie
Componența etnică a satului Ipolyszög
     Maghiari (86,81%)
     Romi (12,74%)
     Germani (0,44%)
Componența confesională a satului Ipolyszög
     Luterani (15,13%)
     Fără religie (1,87%)
     Necunoscută (81,56%)
     Alte religii (5,33%)
Conform recensământului din 2011, satul Ipolyszög avea 694 de locuitori. Din punct de vedere etnic, majoritatea locuitorilor (86,81%) erau maghiari, cu o minoritate de romi (12,74%). Nu există o religie majoritară, locuitorii fiind luterani (15,13%) și persoane fără religie (1,87%). Pentru 81,56% din locuitori nu este cunoscută apartenența confesională.